# João Lucas
Pour les articles homonymes, voir Lucas et Cardoso.
João Nuno Silva Cardoso, dit Lucas, est un footballeur portugais né le 25 octobre 1979 à Caldas da Rainha, et mort le 26 mai 2015. Il évoluait au poste de milieu défensif.

## Biographie
Lucas joue principalement en faveur de l'Académica de Coimbra et du club de Boavista.
Au total, il dispute 129 matchs en 1re division portugaise et inscrit 3 buts dans ce championnat.
Il joue par ailleurs 4 matchs en Ligue des Champions avec le club de l'Étoile rouge de Belgrade.
Il est forcé d'arrêter sa carrière à la suite d'une malformation cardiaque à l'âge de seulement 35 ans.

## Statistiques
- 4 matchs et 0 but en Ligue des Champions
- 6 matchs et 0 but en Coupe de l'UEFA
- 129 matchs et 3 buts en 1re division portugaise
- 58 matchs et 3 buts en 2e division portugaise
- 13 matchs et 1 but en 1re division serbe

## Palmarès
- CR Flamengo
  - Champion du Brésil 2020
- Campeonato Carioca 2020
- Recopa Sudamericana 2020
- Supercoupe du Brésil 2020, 2021
- Campeonato Carioca 2020